# Was du Liebe nennst
Was du Liebe nennst è un singolo del rapper tedesco Bausa, pubblicato il 1º settembre 2017 come primo estratto dal primo mixtape Powerbausa.

## Video musicale
Il video musicale è stato reso disponibile il 3 ottobre 2017.

## Tracce
Testi e musiche di Bausa.
Download digitale, streaming
1. Was du Liebe nennst – 3:23

CD singolo (Germania, Austria e Svizzera)
1. Was du Liebe nennst – 3:23
2. Vermisst – 3:30

## Formazione
- Bausa – voce, produzione
- Jugglerz – produzione
- The Crates – produzione
- Lex Barkey – missaggio, mastering

## Classifiche

### Classifiche settimanali
| Classifica (2017) | Posizione massima |
| ----------------- | ----------------- |
| Austria           | 1                 |
| Germania          | 1                 |
| Svizzera          | 4                 |

### Classifiche di fine anno
| Classifica (2017) | Posizione |
| ----------------- | --------- |
| Austria           | 21        |
| Germania          | 8         |
| Classifica (2018) | Posizione |
| Austria           | 19        |
| Germania          | 3         |
| Svizzera          | 39        |

### Classifiche di fine decennio
| Classifica (2010-19) | Posizione |
| -------------------- | --------- |
| Germania             | 7         |